# Bucculatrix viguierae
Bucculatrix viguierae är en fjärilsart som beskrevs av Braun 1963. Bucculatrix viguierae ingår i släktet Bucculatrix och familjen kronmalar. Inga underarter finns listade i Catalogue of Life.